# Elachista altaica
Elachista altaica is een vlinder uit de familie grasmineermotten (Elachistidae). De wetenschappelijke naam is voor het eerst geldig gepubliceerd in 1998 door Sinev.
De soort komt voor in Europa.